# Nyírkáta
Nyírkáta (1955-ig Gebe) község Szabolcs-Szatmár-Bereg vármegyében, a Mátészalkai járásban.

## Fekvése
A megye és a Nyírség keleti-délkeleti részén helyezkedik el, a megyeszékhely Nyíregyházától körülbelül 50, Debrecentől 67, Budapesttől pedig 271 kilométerre.
A közvetlenül szomszédos települések: észak felől Nyírmeggyes, északkelet felől Nyírcsaholy, délkelet felől Fábiánháza, dél felől Terem, nyugat-délnyugat felől Nyírbátor, nyugat felől Nyírcsászári, északnyugat felől Nyírderzs, észak-északnyugat felől pedig Hodász. Nagyon kevés híja van annak, hogy nem szomszédos délnyugat felől még Nyírvasvárival is.

### Megközelítése
Északi határszéle mellett húzódik a Debrecent Mátészalkával összekötő 471-es főút, így az ország távolabbi részei felől ez a legfontosabb megközelítési útvonala. Központján azonban csak a 4917-es út halad át, ezen érhető el Hodász vagy Terem érintésével, illetve az előbbi főútról leágazva. Nyírcsászárival és Nyírmeggyessel változó minőségű, de jobbára burkolt önkormányzati utak kötik össze.
Nyírbátor (Nyíregyháza vagy Debrecen) felől érkezve Nyírcsászári után, Mátészalka felől érkezve pedig Nyírmeggyest elhagyva (vagy a település központjának nyugati részén) kell letérni a főútról déli irányban.
Vasútvonal nem érinti, a legközelebbi vasúti csatlakozási lehetőség a Apafa–Mátészalka-vasútvonal és a Nyíregyháza–Mátészalka–Zajta-vasútvonal közös szakaszának Hodász vasútállomása, mintegy 4 kilométerre. A szomszédos falvakkal és Mátészalkával autóbuszjárat köti össze.

## Nevének eredete
A község hivatalos neve 1955 óta Nyírkáta, annak alapján, hogy a falu első ismert birtokosa a Káta nemzetség tagja volt. A Nyír- -előtag a Nyírség tájegységhez való tartozást fejezi ki, egyben megkülönbözteti más Káta nevű településektől.
A települést 1955-ig Gebe néven nevezték. Ez puszta személynévből keletkezett, tehát a település X-XIII. századi megülésére valló névadás.
Az alapjául szolgáló személynév feltehetően a régi Gebart, Gébárt (latin Gebhardus, illetőleg német Gebhard, Gebhart) becézett változatával azonos.
A közfelfogás azonban a Gebe helységnevet a magyar gebe (rossz, sovány ló) főnévvel hozta kapcsolatba. Ezt a lakosság sértőnek találta, és a községnév megváltoztatását kérte. Az illetékes hatóság ekkor adta a településnek a Nyírkáta nevet.

## Története
Gebe  neve az oklevelekben 1332-1334 között, a pápai tizedjegyzékben tűnik fel először, ekkor már egyháza is volt. András nevű papja ugyanis öt, illetve egy garas pápai tizedet fizetett.
A falu neve a pápai tizedjegyzékek előtt oklevelekben nem található, de birtokosa, a Káta nemzetség-beli Csaholyi család egyik tagja, már egy 1286. évi határjárásban ezt a területet képviselte.
Az nem tisztázott, hogy a megtelepítésben a Kátáknak volt-e szerepük, csak az bizonyos, hogy ez a Csaholyhoz (Nyírcsaholy) közel fekvő település már korán az övék volt.(Maksai)
1547-ig a csaholyi birtoktest sorsát élte, amikor az elhunyt Csaholyi Imre leányát fiúsították. Megkapták a birtokot, és Anna révén a férjé, Melith Györgyé, Katalin révén pedig Petrechevich Miklósé lett (Vityi 12).
A 18. században többen kaptak rá királyi adományt, így a Teleki, Péchy, Irinyi stb. családok. A 19. században ugyanezek a családok birtokolták. Erről az időszakról sokat megtudhatnak Cselenyák Imre Ágoston úrfi című regényéből.
1810-ben Bay Györgynek volt itt birtoka. Határát 1845-ben tagosították, ekkor különítették el az úrbéri földeket a földesúri birtokoktól. (Pesty F. 1864.)
A 20. század elején határának nagyobb része a herceg Odescalchyaké volt. (Borovszky)
A falunak önálló általános iskolája van, az utóbbi évtizedekben sok új lakóház épült. Lakói nagyrészt mezőgazdaságból élnek, de sokan járnak el dolgozni a közeli nagyvárosokba is.

## Közélete

### Polgármesterei
- 1990–1994: Jenei Sándor (MDF)[3]
- 1994–1998: Jenei Sándor (Fidesz-FKgP-MDF)[4]
- 1998–2002: Jenei Sándor (Fidesz-FKgP-MDF)[5]
- 2002–2006: Jenei Sándor (Fidesz-MDF)[6]
- 2006–2010: Jenei Sándor (Fidesz-MDF)[7]
- 2010–2014: Jenei Sándor (Fidesz-KDNP)[8]
- 2014–2015: Jenei Sándor (Fidesz-KDNP)[9]
- 2015–2019: Lakatos Sándor Attila (független)[10]
- 2019–2024: Lakatos Sándor Attila (független)[11]
- 2024– : Cselenyák Dóra (Fidesz-KDNP)[1]

A településen 2015. május 31-én időközi polgármester-választást tartottak, az előző polgármester halála miatt.

## Népesség
A település népességének változása:
| Lakosok száma | 1975 | 1958 | 2009 | 1943 | 1891 | 1896 | 1883 |
|               | 2013 | 2014 | 2015 | 2021 | 2022 | 2023 | 2024 |

2001-ben a település lakosságának 90%-a magyar, 10%-a cigány nemzetiségűnek vallotta magát.
A 2011-es népszámlálás során a lakosok 90,2%-a magyarnak, 23,6% cigánynak, 0,2% németnek, 0,4% ukránnak mondta magát (9,7% nem nyilatkozott; a kettős identitások miatt a végösszeg nagyobb lehet 100%-nál). A vallási megoszlás a következő volt: római katolikus 11,7%, református 32,3%, görögkatolikus 25,2%, felekezeten kívüli 7,5% (14% nem válaszolt).
2022-ben a lakosság 91,6%-a vallotta magát magyarnak, 14% cigánynak, 0,7% ukránnak, 0,2% ruszinnak, 0,2% szlováknak, 0,1-0,1% bolgárnak, románnak és lengyelnek, 0,5% egyéb, nem hazai nemzetiségűnek (8,4% nem nyilatkozott; a kettős identitások miatt a végösszeg nagyobb lehet 100%-nál). Vallásuk szerint 6,6% volt római katolikus, 27,7% református, 23,4% görög katolikus, 19,4% egyéb keresztény, 0,1% evangélikus, 0,1% ortodox, 5,1% felekezeten kívüli (17,6% nem válaszolt).

## Nevezetességei
- Református templom

## Itt éltek, itt születtek
- Ecsedi Kovács Gyula (Gebe, 1839. február 14. – Segesvár, 1899. július 31.) színész, színházi rendező.
- Keresztszeghy Etta (Nyírgebe, 1866–?)- szépirodalmi író. Írói pályáját nagyon korán kezdte. Tárcái, rajzai és elbeszélései a vidéki és fővárosi lapokban jelentek meg.
- Szuromi Péter (Gebe, 1904–1962) néptáncos, a Népművészet Mestere.
- Eötvös Tibor (Gebe, 1949–) artistaművész
- Cselenyák Imre (1957–) elbeszélő, regényíró, zenész, Több regénye is megjelent, novelláiból kiérződik a szülőföld szeretete.